# NGC 4969/1
NGC 4969/1 је елиптична галаксија у сазвежђу Девица која се налази на NGC листи објеката дубоког неба.
Деклинација објекта је + 13° 38' 12" а ректасцензија 13h 7m 2,4s. Привидна величина (магнитуда) објекта NGC 4969 износи 13,9 а фотографска магнитуда 14,9. NGC 49691 је још познат и под ознакама MCG 2-33-55, CGCG 72-4, KCPG 365A, PGC 45425.